# Генд (округ, Південна Дакота)
Шаблон:StateAbbr_ 44°33′ пн. ш. 99°00′ зх. д. / 44.55° пн. ш. 99° зх. д.
Округ Генд (англ. Hand County) — округ (графство) у штаті Південна Дакота, США. Ідентифікатор округу 46059.

## Історія
Округ утворений 1873 року.

## Демографія
За даними перепису 2000 року загальне населення округу становило 3741 осіб, усе сільське. Серед мешканців округу чоловіків було 1834, а жінок — 1907. В окрузі було 1543 домогосподарства, 1051 родин, які мешкали в 1840 будинках. Середній розмір родини становив 2,97.
Віковий розподіл населення поданий у таблиці:
| Стать    | До 15 років | 15-21 | 22-29 | 30-39 | 40-49 | 50-65 | 65-85 | Понад 85 |
| -------- | ----------- | ----- | ----- | ----- | ----- | ----- | ----- | -------- |
| Чоловіки | 363         | 168   | 104   | 226   | 287   | 304   | 349   | 33       |
| Жінки    | 361         | 145   | 85    | 211   | 270   | 313   | 441   | 81       |

## Суміжні округи
- Фок — північ
- Спінк — північний схід
- Бідл — схід
- Джеролд — південний схід
- Баффало — південний захід
- Гайд — захід

## Виноски
1. ↑  US Decennial Census. US Census Bureau. Архів оригіналу за 12 травня 2015. Процитовано 26 березня 2015.
2. ↑  Historical Census Browser. University of Virginia Library. Архів оригіналу за 11 серпня 2012. Процитовано 26 березня 2015.
3. ↑  Forstall, Richard L., ред. (27 березня 1995). Population of Counties by Decennial Census: 1900 to 1990. US Census Bureau. Архів оригіналу за 28 грудня 2008. Процитовано 26 березня 2015.
4. ↑  Census 2000 PHC-T-4. Ranking Tables for Counties: 1990 and 2000 (PDF). US Census Bureau. 2 квітня 2001. Архів оригіналу (PDF) за 18 грудня 2014. Процитовано 26 березня 2015.
5. ↑  State & County QuickFacts. Бюро перепису населення США. Архів оригіналу за 7 червня 2011. Процитовано 25 листопада 2013.(англ.) Наведено за англійською вікіпедією.
6. ↑  American FactFinder. Бюро перепису населення США. Архів оригіналу за 21 травня 2008. Процитовано 31 січня 2008.

| США | Це незавершена стаття з географії США. Ви можете допомогти проєкту, виправивши або дописавши її. |